# Tiranet de coroneta grisa
El tiranet de coroneta grisa (Phyllomyias plumbeiceps) és una espècie d'ocell de la família dels tirànids (Tyrannidae) que habita els boscos dels Andes, del sud i centre de Colòmbia, est de l'Equador i est del Perú.